# Ян Чень (футболіст, 1974)
Ян Чень (спрощ.: 杨晨; кит. трад.: 楊晨; піньїнь: Yáng Chén, нар. 17 січня 1974, Пекін) — китайський футболіст, що грав на позиції нападника. По завершенні ігрової кар'єри — тренер. З 2014 року входить до тренерського штабу клубу «Цзянсу Сайнті».
Виступав, зокрема, за клуб «Айнтрахт», а також національну збірну Китаю.

## Клубна кар'єра
У дорослому футболі дебютував 1993 року виступами за команду клубу «Бейцзін Гоань», в якій провів чотири сезони, взявши участь у 41 матчі чемпіонату. У 1998 році на правах короткострокової оренди відправився до складу нижчолігового німецького клубу «Вальдгоф», в якому молодий нападник продемонстрував свій талант. Своєю грою за цю команду привернув увагу представників тренерського штабу клубу «Айнтрахт», до складу якого приєднався 1998 року за 1 000 000 німецьких марок. Будучи першим китайським футболістом, який виступав у Бундеслізі, він повністю розкрився в чемпіонаті і відзначився 7-ма голами, завдяки чому допоміг своєму клубу уникнути вильоту до Другої Бундесліги. Ян Чень став першопроходцем для китайських футболістів завдяки його вмінню забивати в одному з 5-ти найсильніших європейських чемпіонатів, саме завдяки цьому в 2000 році він став Футболістом року в Китаї. На той час його виступи у Франкфурті були успішними, допоки у сезоні 2000/01 років не прийшов новий тренер Фелікс Магат, після чого Ян Чень втратив своє місце в команді й перевів його на позицію правого півзахисника, тому китайський гравець перейшов до «Санкт-Паулі» з Другої Бундесліги, щоб забезпечити собі місце в національній збірній в рамках підготовки до чемпіонату світу з футболу. Відіграв за франкфуртський клуб наступні чотири сезони своєї ігрової кар'єри.
Ян Чень повернувся до рідної країни й підписав контракт з «Шеньчжень Цзяньлібао», де під керівництвом тренера Чжу Гуанху знову набрав свою найкращу форму й у 2004 році разом з командою став переможцем Китайської Суперліги. Після того як Чжу Гуанху перейшов на роботу в національній збірній, у клубі його замінив Чі Шаньбін, який вступив у конфлікт з Ян Ченем та декількома іншими гравцями. Протягом сезону 2005 року відбувалися численні сварки між керівництвом та гравцями клубу. Керівництво вирішило відмовитися від послуг тренера та продати декількох гравців команди, включаючи й Ян Ченя. Він вирішив приєднатися до «Сямень Ланьші», але вже у 2007 році її було розформовано, а гравець вирішив завершити кар'єру.

## Виступи за збірну
1998 року дебютував у складі національної збірної Китаю. Два роки по тому Бора Мілутінович викликав його до збірної для участі в Кубку Азії. На тому турнірі китайська збірна посіла 4-те місце, а Ян Чень зіграв у всіх матчах збірної та відзначився 3-ма голами. У 2002 році Ян потрапив до списку з 23-ох гравців для участі в Мундіалі. Його збірна на груповому етапі посіла 4-те місце й не кваліфікувалася для участі в наступній стадії, а Чень зіграв у 2-ох матчах на турнірі. Протягом кар'єри у національній команді, яка тривала 10 років, провів у формі головної команди країни 35 матчів, забивши 11 голів.

### Голи за збірну
У таблиці результатів та матчів голи збірної Китаю знаходяться на першому місці.
| Гол | Дата           | Місце            | Суперник  | Рахунок | Результат | Змагання                                  |
| --- | -------------- | ---------------- | --------- | ------- | --------- | ----------------------------------------- |
| 1   | 2 грудня 1998  | Бангкок, Таїланд | Камбоджа  |         | 4–1       | Азійські Ігри 1998                        |
| 2   | 2 грудня 1998  | Бангкок, Таїланд | Камбоджа  |         | 4–1       | Азійські Ігри 1998                        |
| 3   | 2 грудня 1998  | Бангкок, Таїланд | Камбоджа  |         | 4–1       | Азійські Ігри 1998                        |
| 4   | 10 грудня 1998 | Бангкок, Таїланд | Оман      |         | 6–1       | Азійські Ігри 1998                        |
| 5   | 7 жовтня 2000  | Амман, Йорданія  | Йорданія  | 1–0     | 1–1       | Товариський матч                          |
| 6   | 16 жовтня 2000 | Триполі, Ліван   | Індонезія | 3–0     | 4–0       | Кубок Азії 2000                           |
| 7   | 23 жовтня 2000 | Бейрут, Ліван    | Катар     | 3–0     | 3–1       | Кубок Азії 2000                           |
| 8   | 26 жовтня 2000 | Бейрут, Ліван    | Японія    | 2–1     | 2–3       | Кубок Азії 2000                           |
| 9   | 22 квітня 2001 | Сіань, Китай     | Мальдіви  | 7–0     | 10–1      | кв. ЧС 2002                               |
| 10  | 13 травня 2001 | Куньмін, Китай   | Індонезія | 2–1     | 5–1       | кв. ЧС 2002                               |
| 11  | 10 грудня 2003 | Канаґава, Японія | Гонконг   | 3–0     | 3–1       | Східноазійський футбольний чемпіонат 2003 |

## Кар'єра тренера
Розпочав тренерську кар'єру, повернувшись до футболу після невеликої перерви, 2011 року, увійшовши до тренерського штабу клубу «Цзянсу Сайнті». У січні 2015 року Ян Чень прийняв пропозицію перейти до «Бейцзін Ентерпрайсес», де працює помічником головного тренера та начальником команди.

## Досягнення
Шеньчжень Цзяньлібао
- Китайська Суперліга
  -  Чемпіон (1): 2004

Китай
- Бронзовий призер Азійських ігор: 1998